# Ійдва (природний заповідник)
Природний заповідник І́йдва (ест. Iidva looduskaitseala) — природоохоронна територія в Естонії, у волості Тюрі повіту Ярвамаа.

## Основні дані
KKR-код: KLO1000240
Загальна площа — 810 га, зокрема площа водойм — 1,3 га.
Заповідник утворений 27 липня 2006 року.

## Розташування
Природоохоронний об'єкт розташовується на землях, що належать селам Енарі, Колу, Лунґу, Пійуметса, Роовере.
Територія заповідника збігається з природною областю Ійдва (Iidva loodusala), що включена до Європейської екологічної мережі Natura 2000.

## Мета створення
Метою створення заповідника є збереження 2 типів природних оселищ:
| Код   | Тип оселища                          | Площа, га |
| ----- | ------------------------------------ | --------- |
| 7110* | Активні верхові (оліготрофні) болота | 442       |
| 91D0* | Заболочені ліси                      | 72        |

У заповіднику охороняються види птахів: беркут (Aquila chrysaetos) та глушець (Tetrao urogallus), які належать відповідно до I та II охоронних категорій (Закон Естонії про охорону природи).

## Зони заповідника
| Назва       | Назва            | Тип                                          | Площа, га | Категорія МСОП | Координати                                                            |
| ----------- | ---------------- | -------------------------------------------- | --------- | -------------- | --------------------------------------------------------------------- |
| Ійдва       | Iidva pv.        | зона з обмеженим режимом природокористування | 27,4      | VI             | 58°52′11″ пн. ш. 25°18′26″ сх. д. / 58.86972° пн. ш. 25.30722° сх. д. |
| Ійдва       | Iidva skv.       | зона цільової охорони                        | 592,4     | Ib             | 58°51′8″ пн. ш. 25°18′15″ сх. д. / 58.85222° пн. ш. 25.30417° сх. д.  |
| Мардісааре  | Mardisaare skv.  | зона цільової охорони                        | 72,0      | Ib             | 58°51′23″ пн. ш. 25°16′38″ сх. д. / 58.85639° пн. ш. 25.27722° сх. д. |
| Наеріссааре | Naerissaare skv. | зона цільової охорони                        | 79,8      | Ib             | 58°50′39″ пн. ш. 25°17′1″ сх. д. / 58.84417° пн. ш. 25.28361° сх. д.  |
| Роовере     | Roovere skv.     | зона цільової охорони                        | 38,5      | Ib             | 58°51′58″ пн. ш. 25°18′18″ сх. д. / 58.86611° пн. ш. 25.30500° сх. д. |